# Турчинов, Александр Валентинович
Алекса́ндр Валенти́нович Турчи́нов (укр. Олександр Валентинович Турчинов; род. 31 марта 1964, Днепропетровск, УССР, СССР) — украинский политический и государственный деятель.
Секретарь Совета национальной безопасности и обороны Украины с 16 декабря 2014 по 19 мая 2019 года. Временно исполняющий обязанности президента Украины с 23 февраля по 7 июня 2014 года. Верховный главнокомандующий Вооружёнными силами Украины с 22 февраля по 7 июня 2014 года. Руководитель фракции «Народный фронт» в Верховной Раде Украины с 27 ноября по 16 декабря 2014 года. Председатель Верховной Рады Украины (с 22 февраля по 27 ноября 2014 года). Являлся давним другом и «правой рукой» Юлии Тимошенко. После её ареста в 2011 году взял руководство БЮТ на себя. 27 августа 2014 года вышел из состава «Батькивщины» и перешёл в «Народный фронт».
Депутат Верховной рады в 1998—2007 годах и с 2012 по 2014 год. С февраля по сентябрь 2005 года был главой Службы безопасности Украины. С мая по ноябрь 2007 года был первым заместителем секретаря Совета национальной безопасности и обороны Украины. С декабря 2007 по март 2010 года был первым вице-премьер-министром Украины.

## Биография
Отец — Валентин Иванович Турчинов, родился в 1941 году в Днепропетровской области. Мастер спорта СССР по волейболу. Работал в спортивном обществе «Локомотив».
Его родители рано разошлись и Александра воспитывала мать Турчинова Валентина Ивановна (18 августа 1939). В школьные годы выступал за сборную области по волейболу.
C отличием окончил технологический факультет Днепропетровского металлургического института (1986). Будучи студентом второго курса, как командир стройотряда был премирован поездкой в составе делегации ЦК ЛКСМУ в Индию и на Цейлон. После окончания института в 1986—87 гг. работал вальцовщиком, затем мастером на меткомбинате «Криворожсталь». Как вспоминал он сам: «После института мне пророчили научную перспективу. И никто из преподавателей не ожидал, что я добровольно пойду работать на „Криворожсталь“. Вальцовщиком. Любого молодого специалиста сначала брали на рабочую должность…»
В 1987—1990 годах — секретарь райкома комсомола, затем — заведующий отделом агитации и пропаганды Днепропетровского обкома комсомола. Выступил одним из координаторов Демократической платформы в КПСС, ратовавшей за обновление, децентрализацию Компартии. В связи с этим был лишён партбилета. Затем — член Партии демократического возрождения Украины (ПДВУ).
- 1990—1991 — главный редактор созданного им с компаньонами Украинского отделения информационного агентства «ИМА-пресс» АПН, издававшего книги и газеты[4][6].
- 1991 — создатель и руководитель Института международных связей, экономики, политики и права.
- 1992 — глава Комитета по разгосударствлению и демонополизации производства Днепропетровской облгосадминистрации.
- 1993 — советник по экономическим вопросам премьер-министра Украины Леонида Кучмы, с которым познакомился ещё в пору, когда тот руководил днепропетровским заводом-гигантом «Южмаш». Вице-президент Украинского союза промышленников и предпринимателей. После отставки (в сентябре 1993 года) Леонида Кучмы с поста главы правительства занял должность генерального директора Института экономических реформ, заведующего лабораторией исследования теневой экономики Института России НАН Украины.
- 1994 — создал Всеукраинское объединение «Громада» (ВО «Громада»), которое позже в 1997 возглавил Павел Лазаренко. ВО «Громада» поддержало Леонида Кучму на президентских выборах.
- 1998 — избран народным депутатом Украины по списку партии «Громада»; после ухода Юлии Тимошенко в правительство — глава Комитета по вопросам бюджета Верховной рады.
- 1999 — в результате конфликта с Лазаренко создаётся Всеукраинское объединение «Батькивщина» (ВО «Батькивщина»), которое со дня основания возглавляет Юлия Тимошенко, а Александр Турчинов является её заместителем.
- 2002 — повторно избран народным депутатом Украины по списку блока БЮТ.
- 2004 — во время президентских выборов — один из заместителей руководителя избирательного штаба Виктора Ющенко.

### Председатель СБУ
В начале 2005 года после победы Виктора Ющенко на президентских выборах был назначен главой Службы безопасности Украины. В рамках общего реформирования аппарата управления страной им была поставлена задача реформировать СБУ, создав на её базе две структуры с одним подчинением: национальную разведку и национальное бюро расследований. В ведение национального бюро расследований планировалось передать контрразведку и все вопросы, затрагивающие государственную безопасность.
В этот период известность получили по крайней мере два случая, когда Юлия Тимошенко прибегала к услугам своего коллеги как главы СБУ:
- в мае 2005 года она угрожала привлечь СБУ к расследованию причин бензинового кризиса на Украине[7].
- 27 июля 2005 года Александр Турчинов сообщил о наличии у него косвенных доказательств того, что компания РосУкрЭнерго — посредник «Газпрома» в транспортировке туркменского газа через территорию России — косвенно контролируется Семёном Могилевичем — экономистом из Киева, с начала 1970-х годов связанным с российскими организованными преступными группировками, в 1990 году эмигрировавшим в Израиль, а затем переехавшим в Венгрию и имеющим гражданство России, Украины, Израиля и Венгрии. Могилевич разыскивается ФБР за предполагаемое участие в махинациях с акциями, рэкете, мошенничестве и отмывании денег, финансировании транспортировки оружия и наркотиков. В «Газпроме» и Raiffeisen Investment утверждали, что Могилевич не имеет отношения к RUE[8].

По словам руководителей Главного следственного управления Генпрокуратуры Украины Юрия Грищенко и Романа Шубина, с приходом на должность руководителя СБУ Турчинова, была фактически развалена группа, занимавшаяся расследованием убийства Георгия Гонгадзе. Шубин подчеркнул во время брифинга, состоявшегося 25 апреля 2006 года, что новые руководители СБУ не имеют никакого отношения к раскрытию преступления.

Наоборот, с их (Турчинов и его заместитель Андрей Кожемякин) приходом была развалена очень профессиональная оперативно-разыскная группа, которая вместе с нами занималась этим делом ещё с 2002 года.— 
В марте 2006 года глава МВД Украины Юрий Луценко объявил об открытии уголовного дела по факту незаконного прослушивания высших должностных лиц, которое велось при руководстве Турчиновым СБУ. Среди тех, кого, предположительно, прослушивали сотрудники спецслужбы, указывались экс-премьер-министр Николай Азаров и бывший президент страны Леонид Кучма.

### Народный депутат Украины

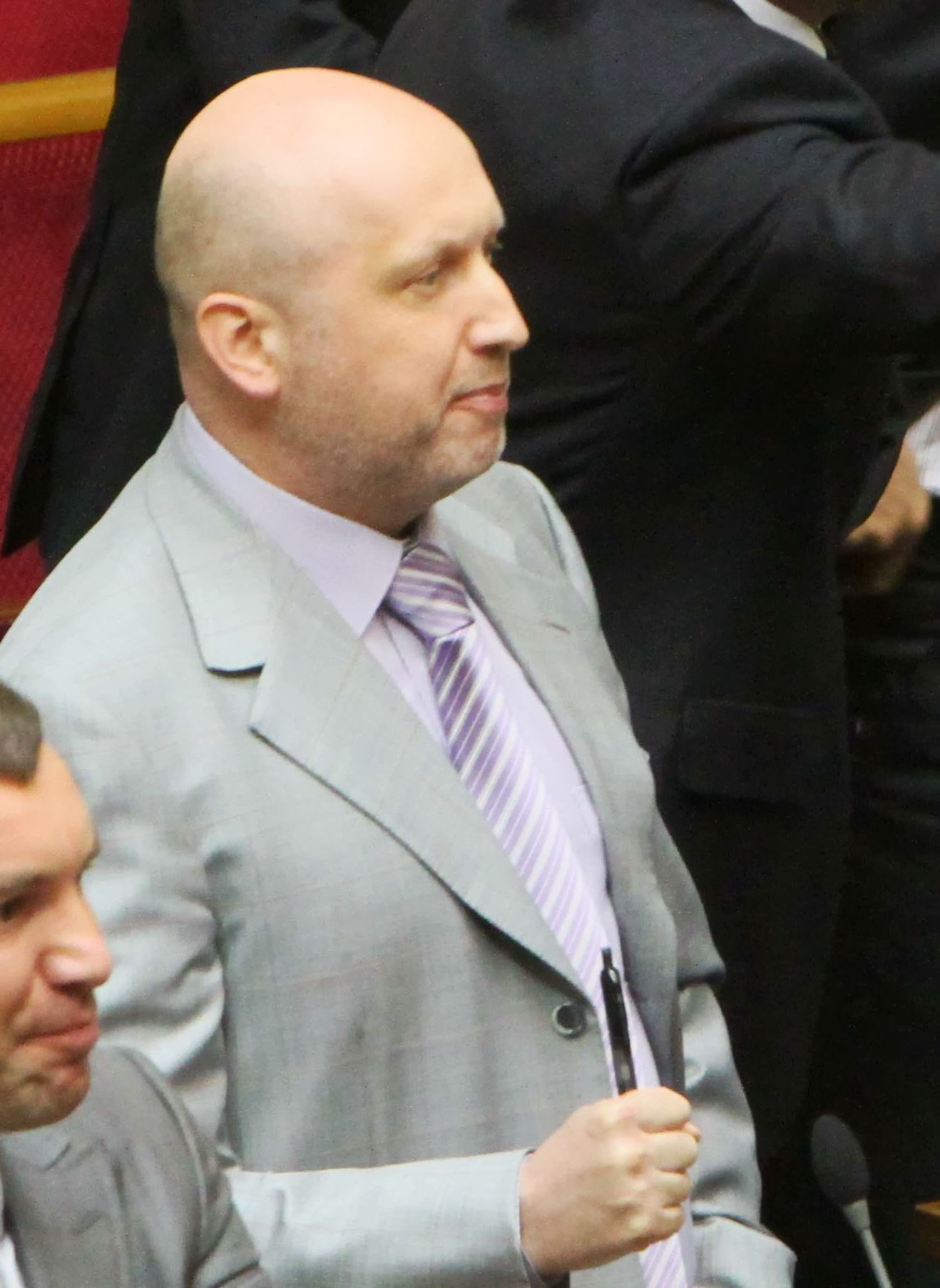
Турчинов в Верховной Раде, 21 мая 2013 года

В сентябре 2005 года в связи с отставкой Юлии Тимошенко с поста премьер-министра Украины Турчинов также ушёл со своего поста и возглавил предвыборный штаб блока БЮТ. На парламентских выборах 2006 года вновь избран в Верховную раду. В Верховной раде V созыва был заместителем главы фракции БЮТ.
С марта 2006 года Турчинов и его бывший заместитель в СБУ Андрей Кожемякин (также депутат по списку БЮТ) привлекался Генеральной прокуратурой Украины в качестве свидетеля по уголовным делам по факту уничтожения материалов оперативно-разыскного дела СБУ о деятельности бизнесмена Семёна Могилевича и по факту незаконного прослушивания разговоров корреспондента газеты «Сегодня» Александра Корчинского.
23 мая 2007 года указом президента Виктора Ющенко назначен первым заместителем секретаря СНБО.
30 сентября 2007 года был избран народным депутатом Верховной Рады от фракции БЮТ.

19 декабря 2007 года назначен на должность первого вице-премьера Украины.
В 2008 году участвовал в выборах городского головы Киева и занял второе место.
В апреле 2012 года Генеральная прокуратура сообщила, что проверяет информацию о незаконном выделении квартир журналистам Александром Турчиновым в бытность его председателем Службы безопасности Украины. «Батькивщина» назвала обвинения Генпрокуратуры политическим преследованием.

### Исполняющий обязанности премьер-министра Украины
С 3 по 11 марта 2010 года исполнял обязанности премьер-министра Украины в связи с отпуском и. о. премьера Юлии Тимошенко.

### Председатель Верховной Рады Украины

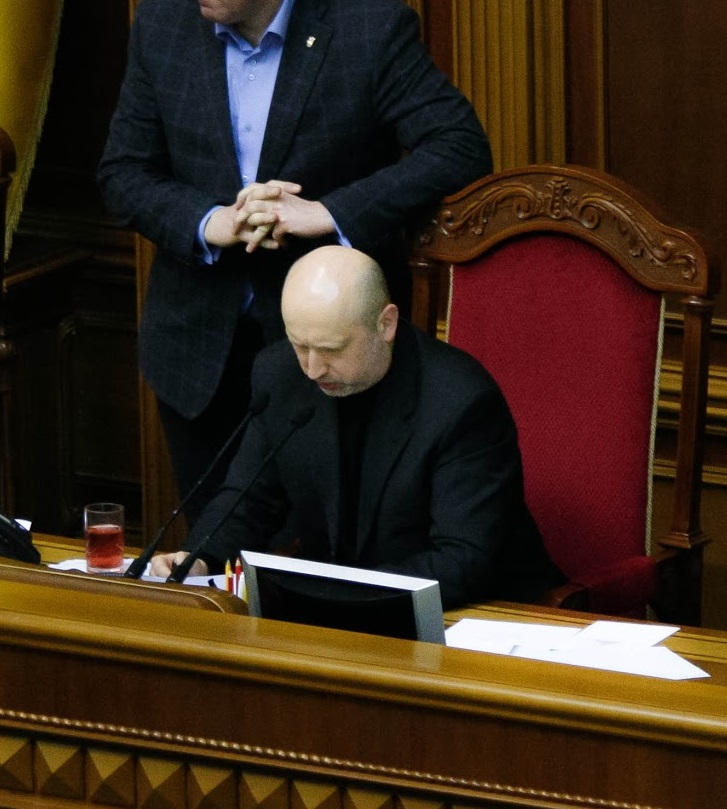
Турчинов в Верховной Раде, 24 февраля 2014 года

Во время Евромайдана и отставки Владимира Рыбака 22 февраля 2014 года избран председателем Верховной рады Украины. За его назначение проголосовало 288 депутатов. 27 февраля 2014 года Александр Турчинов подписал постановление о назначении Арсения Яценюка главой правительства. 15 марта подписал постановление о роспуске Верховного Совета Автономной Республики Крым.
28 марта 2014 года Турчинов в ответ на пикетирование Рады «Правым сектором» с попыткой проникновения в здание Рады, имевшее место за день до этого, заявил, что Верховная Рада — фундамент легитимной власти на Украине, и что её поменять можно только путём выборов, а все другие методы — незаконны и являются попыткой дестабилизации ситуации в стране.

### Исполняющий обязанности президента Украины
22 февраля 2014 года Верховная рада под председательством Турчинова приняла постановление «О самоустранении Президента Украины от исполнения конституционных полномочий и назначении внеочередных выборов Президента Украины».

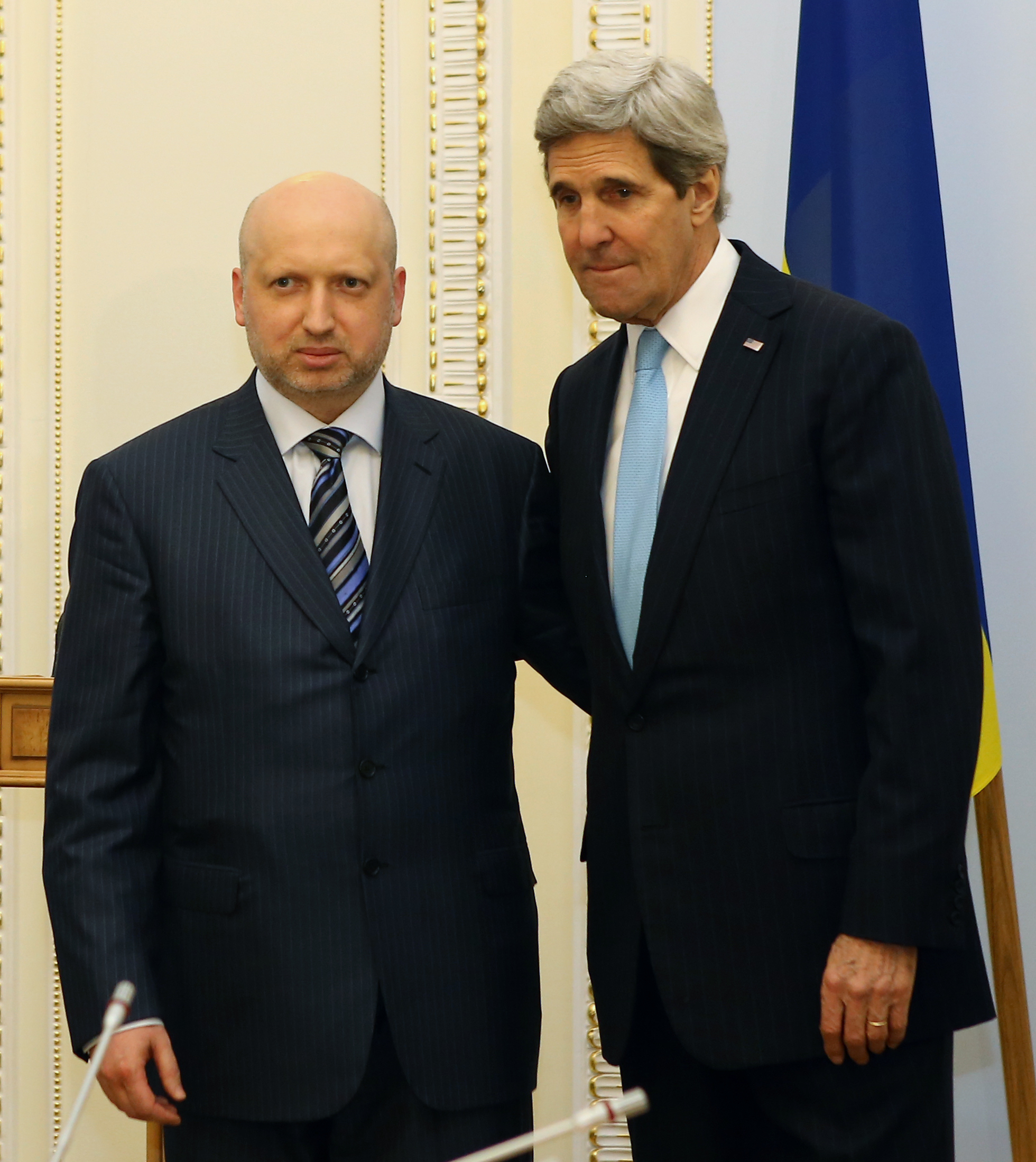
Встреча и. о. президента Турчинова с Госсекретарём США Джоном Керри 3 апреля 2014 года

23 февраля Верховная рада Украины своим постановлением возложила на своего председателя Александра Турчинова исполнение обязанностей президента Украины, сославшись на статью 112 Конституции Украины (в редакции от 8 декабря 2004 года). По мнению правоведа Кристиана Марксена, полномочия действующего на тот момент президента Виктора Януковича не были досрочно прекращены, как этого требуют статьи 108—111 Конституции Украины[значимость факта?]. По мнению политолога Марии Поповой, Рада конституционно установила, что Янукович самоустранился.
Во время нахождения Турчинова на посту главы государства произошла аннексия Крыма Российской Федерацией. 7 апреля 2014 года, в связи с захватами административных зданий в Харькове, Донецке и Луганске и провозглашением Харьковской и Донецкой народных республик, объявил о создании антикризисного штаба и о том, что «против тех, кто взял в руки оружие, будут проводиться антитеррористические мероприятия». Турчинов находился на посту и.о. Президента Украины 3,5 месяца (104 дня).

### Главнокомандующий Вооружёнными силами Украины
26 февраля 2014 года как и. о. президента Украины А. В. Турчинов в соответствии с п. 17 ч. 1 ст. 106 и ст. 112 Конституции Украины принял на себя обязанности главнокомандующего Вооружённых сил Украины. Как и. о. президента Украины 14 апреля 2014 года подписал указ № 405/2014 «О решении Совета национальной безопасности и обороны Украины „О неотложных мерах по преодолению террористической угрозы и сохранению территориальной целостности Украины“». Действия новой украинской власти стали ответом на захват городов на востоке страны вооружёнными пророссийскими повстанцами. Как тогда заявил Турчинов, «Российская Федерация направляет на восток страны специальные подразделения, которые захватывают с оружием административные помещения и своими действиями ставят под угрозу жизни сотен тысяч граждан». После победы «Евромайдана» на Украине возник вакуум власти, в армии Украины боеспособными были лишь 20 % подразделений. Решение Турчинова применить войска против сепаратистов на востоке встретило и поддержку, и критику — одни считали это мужественным шагом в защиту независимости Украины, другие обвиняли Турчинова в разжигании гражданской войны.
7 июня 2014 года передал полномочия избранному в ходе досрочных выборов президенту Петру Порошенко.

### Дальнейшая политическая деятельность

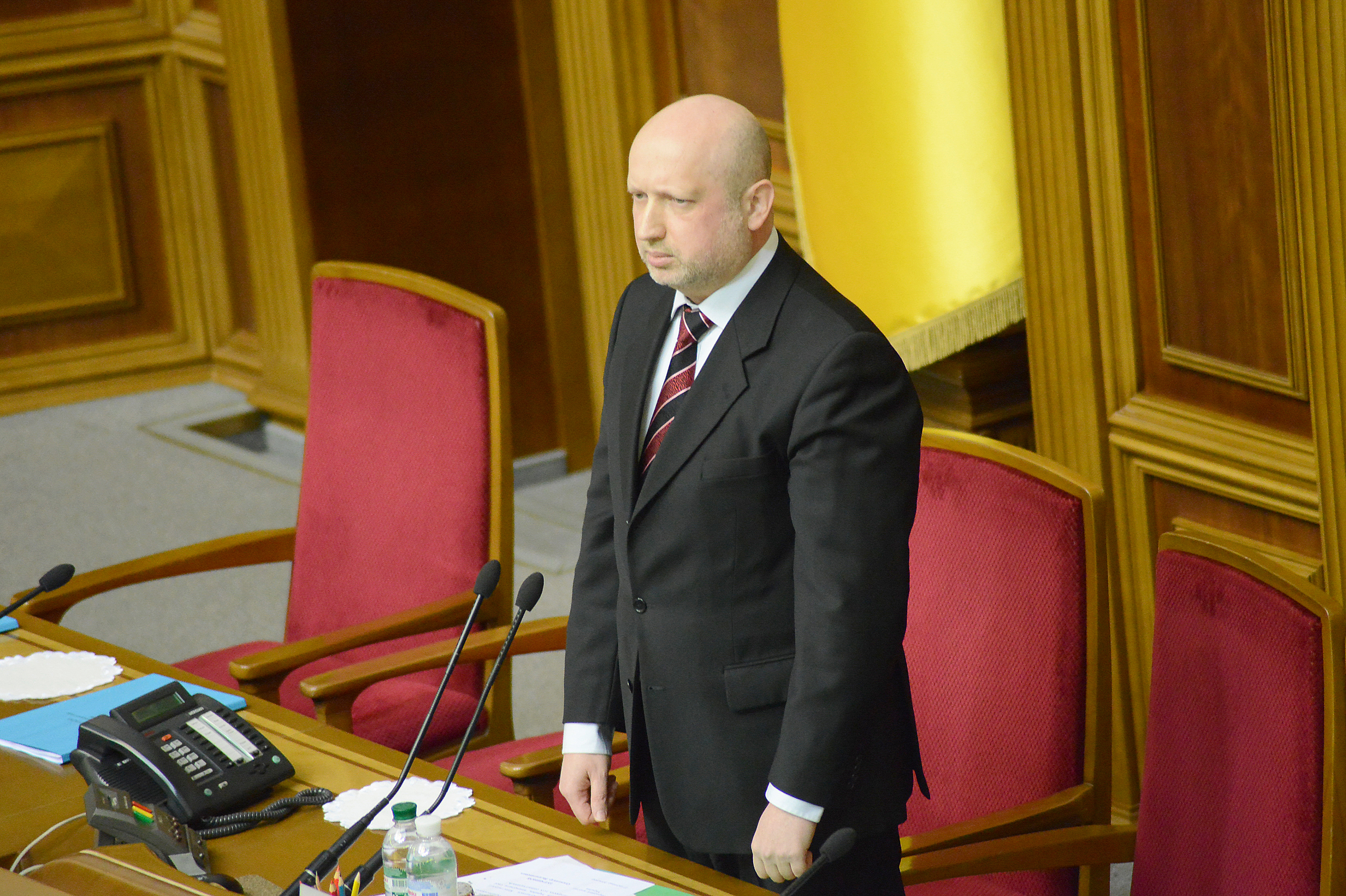
Турчинов в Верховной Раде, 27 ноября 2014 года

В августе 2014 года вместе с Арсением Яценюком, Арсеном Аваковым и рядом других покинул политсовет партии «Батькивщина» из-за возникших разногласий. После этого была организована партия «Народный фронт», до этого был первым заместителем главы Всеукраинского объединения «Батькивщина» и руководителем Центрального штаба партии. В ходе парламентских выборов партия заняла первое место по партийным спискам. В Верховной Раде VIII созыва стал руководителем фракции «Народного фронта».
16 декабря указом президента Украины Петра Порошенко был назначен на пост секретаря Совета национальной безопасности и обороны Украины.
В августе 2016 года журналисты «Европейской правды» (издание «Украинской правды») обвинили Александра Турчинова в оказании влияния на руководство Госспецсвязи, чтобы та не выдавала сертификат безопасности системе электронных деклараций о доходах госслужащих и чиновников. Несмотря на ввод в действие этой системы, декларации без данного сертификата не могут иметь юридической силы при рассмотрении дел в судебных инстанциях.
1 ноября 2018 года были введены российские санкции против 322 граждан Украины, включая Александра Турчинова.
17 мая 2019 года подал в отставку с должности секретаря Совета национальной безопасности и обороны Украины в связи с прекращением полномочий президента Петра Порошенко, через два дня был уволен Порошенко.
30 июня 2020 года возглавил штаб партии «Европейская солидарность».

## Научная карьера
В 1995 году защитил кандидатскую диссертацию «Методическое обеспечение и механизм реформирования и оптимизации налогообложения в современных экономических условиях». В 1997 г. защитил докторскую диссертацию «Теневая экономика (методология исследования и механизмы функционирования)». Автор более 100 научных работ и монографий, посвящённых исследованиям коррупции, теневой экономики, тоталитаризма.
Доктор экономических наук, профессор. Автор научных работ и монографий, посвящённых исследованиям коррупции, теневой экономики, тоталитаризма.

## Доходы
Согласно данным электронной декларации, за 2016 год Александр Турчинов заработал в виде зарплаты 512 807 гривен, от банковских вкладов он получил процентов на 1,7 млн гривен, ещё 22,8 тыс. гривен составили доходы от отчуждения ценных бумаг и корпоративных прав. На банковских счетах у Турчинова было 49,8 тыс. гривен, 810,4 тыс. долларов и около 10 тыс. евро. Наличными Турчинов задекларировал 735 тыс. долларов, 55 тыс. евро и 320 тыс. гривен. Также в декларации были указаны коллекция старинных Библий, 12 картин и авторские права на книги и фильмы. Супруга задекларировала 447,5 тыс. гривен дохода за 2016 год.

## Личная жизнь
Квартира в Киеве в бывшем «писательском» доме, на углу Коцюбинского. В социальных сетях получил прозвище «Кровавый пастор», о котором он знает и относится с иронией:

Я думаю, это прозвище значительно лучше, чем то, что украинцы дали Путину.

### Семья

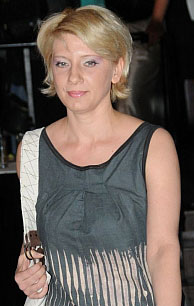
Анна Владимировна Турчинова

- Жена — Анна Владимировна Турчинова (дев. Белиба; род. 1 апреля 1970, Днепропетровск[54]) — кандидат педагогических наук, заведующая кафедрой иностранных языков Национального педагогического университета имени Михаила Драгоманова.
- Сын — Кирилл Александрович Турчинов (род. 28 августа 1992, Киев[54]), — активист ГО «Народный фронт молодёжи», (2014—2016) — служил в Национальной гвардии Украины, аспирант Института законодательства Верховной Рады Украины, окончил юрфак КНЭУ им. Гетьмана, в 2013 году перевёлся в магистратуру киевской Академии труда, социальных отношений и туризма, в 2014 году стал аспирантом Института законодательства Верховной Рады, в 2018 году защитил диссертацию на тему «Конституционно-правовое регулирование деятельности политических партий в избирательном процессе» и стал кандидатом юридических наук, написал фантастический роман о сверхспособностях человека «Electi» под псевдонимом Алекс Кириллов[55][56][57][58].

### Вероисповедание
В 1993—1994 годах как советник премьер-министра Леонида Кучмы по экономическим вопросам, курировавший экономические отношения с Русской православной церковью, принял крещение по православному обряду. В настоящее время является прихожанином церкви «Слово жизни» (не путать с пятидесятническим объединением «Слово жизни» из «Движение веры»). Турчинов крестился в церкви «Слово жизни» в 1999 году. Здесь он осуществляет диаконское служение и проповедует.
По собственным словам Александра Валентиновича, он евангелистский христианин, баптист, однако его называли в прессе и лютеранином. При этом он сам подчёркивал, что, несмотря на читаемые им проповеди, пастором он не является.

### Писательская карьера
В 2004-2005 годах написал книгу-триллер и сценарий к одноимённому фильму 2008 года Иллюзия страха.
В декабре 2012 года представил книгу «Пришествие».
Библиография
- «Иллюзия страха»
- «Свидетельство»
- «Тайная Вечеря»
- «Пришествие»[68]

## Награды
31 октября 2014 года на церемонии награждения участников военной операции на Донбассе глава МВД Украины Арсен Аваков наградил Александра Турчинова самозарядным пистолетом ПСМ-05 за заслуги перед министерством. Министр выразил надежду, что тот будет оказывать помощь министерству и в будущем.
Также Турчинов обладает ещё тремя единицами наградного оружия — револьвером «Alfa 3541» калибром .357 Magnum (30 апреля 2014), пистолетом-пулемётом «Форт-226» (30 марта 2015) и пистолетом «Mauser C96» со 105 патронами (вручён министром обороны Степаном Полтораком 22 февраля 2016 года).
2 мая 2018 года указом президента Украины награждён орденом князя Ярослава Мудрого V степени.

## Скандалы

### Уголовные дела
2 октября 2002 года генеральный прокурор Украины Святослав Пискун объявил о том, что в отношении Александра Турчинова было возбуждено уголовное дело в связи с препятствованием деятельности правоохранительных органов. 13 сентября того же года возле офиса партии «Батькивщина» был задержан помощник Турчинова Руслан Лукьянчук. Задержание было санкционировано судом и связано с масштабной операцией налоговой милиции по борьбе с отмыванием денег. Лукьянчук был пойман с поличным как один из активных участников группы «конвертаторов», заносивших в офис партии крупные суммы наличности. Пискун заявил, что дело на Турчинова было заведено в связи с тем, что тот «выручал задержанного и уже арестованного „конвертатора“ Лукьянчука».
Наиболее влиятельные коллеги народных депутатов сразу же заявили о том, что не поддержат Прокуратуру. Так, председатель Верховной рады Владимир Литвин назвал «пропагандистским шагом» заявление Шокина и сказал, что заявление «будет бесперспективной потугой». Лидер партии и фракции «Наша Украина», выигравшей парламентские выборы, будущий президент Украины Виктор Ющенко заявил, что его депутаты не поддержат привлечение к уголовной ответственности Тимошенко, Турчинова и Хмары.
В марте 2005 года Генеральная прокуратура Украины возбудила уголовное дело в связи с незаконным прослушиванием телефона журналиста газеты «Сегодня» Александра Корчинского. Прослушивание было установлено после публикации заметки о пребывании разыскиваемого по делу об убийстве Георгия Гонгадзе бывшего начальника уголовной разведки МВД Алексея Пукача в Израиле. По словам заместителя Генерального прокурора Виктора Шокина, уголовное дело было возбуждено по статьям УК «злоупотребление служебным положением» и «подлог документов». После неоднократных вызовов на дачу показаний, 11 апреля прокуратура поручила МВД в принудительном порядке доставить в качестве свидетелей по делу Корчинского Александра Турчинова и бывшего заместителя председателя СБУ Андрея Кожемякина. 22 апреля, после выписки из больницы, Турчинов в течение двух часов дал показания по этому делу, которое считал «политически заказным».
20 декабря 2013 года Арсений Яценюк заявил о том, что против Турчинова СБУ было заведено уголовное дело «за призывы к государственному перевороту».
Обвинения в коррупции
Общественное движение «Честно» критиковало Александра Турчинова за возможную причастность к коррупционным действиям. В 2009 Турчинова как вице-премьера вместе с премьер-министром Юлией Тимошенко обвиняли в совершении госзакупок по неконкурентной схеме 52 200 000 000 гривен. Кроме того, в 2005 году Турчинов с 4 февраля по 7 июля совмещал депутатский мандат с должности председателя Службы безопасности Украины.
В феврале 2015 года Турчинов высказался за запрет всем судьям выезжать за границу до завершения процесса люстрации и «до тех пор, как они сами будут сидеть на скамье подсудимых» из-за того, что «судьи стали адвокатами преступников». Это было расценено как посягательство на нарушение презумпции невиновности, конституционно гарантированной каждому свободы передвижения и права свободно покидать территорию Украины.